# Werner-Heisenberg-Gymnasium Garching
Das Werner-Heisenberg-Gymnasium (kurz: WHG) ist ein seit 1971 bestehendes naturwissenschaftlich-technologisches und sprachliches Gymnasium in der bayerischen Stadt Garching bei München, das nach dem Physiknobelpreisträger Werner Heisenberg benannt ist.

## Geschichte
Auf Grund der schlechten Bausubstanz des alten Schulgebäudes und des mangelnden Brandschutzes wurde die Schule Anfang 2012 abgerissen und durch einen Neubau an gleicher Stelle ersetzt. Die Schule war in der Zwischenzeit in einen Containerbau umgezogen.
Das Gymnasium wurde im Schuljahr 2021/22 von 993 Schülern besucht, davon 543 aus Garching, 95 aus Ismaning, 64 aus Unterföhring sowie etwa 264 aus dem Norden Münchens.
Im Schuljahr 2022/23 sind am WHG insgesamt 987 Schüler eingeschrieben, die von 101 Lehrkräften unterrichtet werden. Die Schülerschaft verteilt sich auf 27 Klassen von Jahrgangsstufe 5 bis 10 sowie 157 Lerngruppen in der Oberstufe.
Träger des Gymnasiums ist der „Zweckverband für das staatliche Gymnasium in Garching b. München“, in dem die Stadt Garching b. München sowie der Landkreis München zusammengeschlossen sind. Ehemalig waren zudem die Gemeinden Ismaning und Unterföhring Mitglieder in diesem Zweckverband.

## Schulleben

### AbiBac
Im Schuljahr 1999 wurde erstmals ein AbiBac-Kurs angeboten, der den Erwerb der deutschen und der französische Hochschulreife (Abitur und Baccalauréat) gleichzeitig ermöglicht. 2014 legten 17 Schüler das „Doppel-Abitur“ ab. Das Projekt wird in Bayern insgesamt nur an fünf Gymnasien angeboten.

### TUMKolleg
Das TUMKolleg ist eine Kooperation mit der TU München. Die Wissenschaftspropädeutische Seminararbeit in der Oberstufe wird an einem Lehrstuhl der TU München erstellt, als besondere Förderung von begabten Schülern.

### Wahlunterricht
Nachmittags werden die folgenden Wahlfächer angeboten:
- Sprache, Literatur und Kunst: Jugendliteratur-Treff (Jgst. 5–9), Junges Theater (Jgst. 5–6), Künstlerisches Gestalten (Jgst. 8–12), Fotografie (Jgst. 5–12), Philosophie (Jgst. 7–9), DELF scolaire A2 (Jgst. 8), Schulbibliothek (Jgst. 6–12), Streitschlichter/Mediatoren (Jgst. 6–10)
- MINT-Fächer: Bienenhaltung (Jgst. 5–10), Forscherwerkstatt (Jgst. 5–10), Schulgarten (Jgst. 5–12), Mathematische Knobeleien (Jgst. 5–6)
- Musik: Chor (Jgst. 5–12), Jazz-Combo/Big-Band (Jgst. 6–12), Orchester (Jgst. 5–12)
- Sport: Schach (Jgst. 5–12), Lacrosse (Jgst. 6–9), Bouldern (Jgst. 5–10), Leichtathletik (Jgst. 6–12), Tanztheater (Jgst. 7–12)
- Brückenkurse: Deutsch (Jgst. 6–9), Englisch (Jgst. 6–7 & 10), Französisch (Jgst. 7–10), Latein (Jgst. 6–10), Mathematik (Jgst. 7 & 9–11)
- Sprachbegleitung: Deutsch als Zweitsprache (Jgst. 5–8), Chemie (Jgst. 8), Deutsch (Jgst. 10–12)
- Medien und Technik: Licht- und Tontechnikteam (Jgst. 8–12), Medientutoren (Jgst. 6–12)

2005 und 2014 nahm das Gymnasium am Projekt Schule als Staat teil.

### Tutorenprogramm
Das Tutorenprogramm richtet sich an Schüler der fünften Klassen und soll helfen, diese mit der neuen Schule vertraut zu machen. Unter Aufsicht einer Lehrkraft werden die Teilnehmer von Schülern der 10. Jahrgangsstufe betreut. Das Tutorenprogramm umfasst drei Phasen: Mittagessen in der Mensa, Hausaufgaben und Einüben von Lerntechniken sowie gemeinsame Spiele und Aktionen in Kleingruppen.

### Schulsanitätsdienst
Das Gymnasium verfügt über einen Sanitätsdienst, der von Schülern betreut wird. Die Ausbildung von neuen Schulsanitätern wird von ehemaligen Schülern, die heute im Rettungsdienst oder in Krankenhäusern tätig sind, übernommen. Zusätzlich werden Schüler, die Rettungsdiensthelfer oder First Responder sind, eingesetzt.

### Schülerzeitung
2021 wurde von der Schülervertretung (SMV) die Schülerzeitung "Der Durchblick" gegründet. Sie erschien im Schuljahr 2021/22 drei Mal. Sie wurde umbenannt in "WHG Times" mit monatlich erscheinenden "Breaking News"-Ausgaben. Zusätzlich werden im jährlichen Wahlkampf der Schülersprecher die Kandidaten in Podcasts interviewt. Im Schuljahr 2023/24 fanden zum ersten Mal auch Reden der Kandidaten vor der gesamten Schulfamilie statt, die von der Schülerzeitung organisiert wurden.

### Schulradio
Von 2011 bis 2018 wurde am Werner-Heisenberg-Gymnasium ein internes Schulradio-Programm produziert. Vor Schulferien wurde eine etwa zwölfminütige Sendung erstellt und über die Hausfunkanlage ausgestrahlt. Jede Sendung begann und endete mit einem vom schuleigenen Chor zusammen mit der WHG-Big-Band produzierten Jingle. Die Sendung wurde von zwei Moderatoren präsentiert. Die Beiträge zu verschiedenen Themen wurden von Schülern selbst aufgenommen und sendefertig geschnitten. Gewinnspiele und Musik ergänzten die inhaltlichen Beiträge. Das Programm orientierte sich an journalistischen Standards und wurde im Rahmen eines Wahlfachangebots betrieben. Ein Lehrer betreute das Projekt und leitete die Redaktionssitzungen. Unterstützt wurde das Schulradio durch eine Kooperation mit dem Bayerischen Rundfunk.

## Partnerschulen
- Løkenåsen-Schule in Lørenskog (Norwegen)
- Collège Saint Exupéry in Varennes-sur-Allier (Frankreich)
- Lycée Jean-Jaurès in Reims (Frankreich)

## Partner
- Universitätsstadt Garching
- Landratsamt München
- AWO Kreisverband München-Land e. V.
- Kreisjugendring München-Land
- Technische Universität München, TUMjunior
- Ludwig-Maximilians-Universität München
- Erasmus+
- Jugend debattiert
- Jugend forscht
- Bundeswettbewerb Fremdsprachen
- Umweltschule in Europa/Internationale Nachhaltigkeitsschule
- Vorlesewettbewerb
- DELF

## Auszeichnungen
- Gütesiegel für Schulbibliothek[10]
- Gewinner Stadtradeln 2021 Garching und Landkreis München[11]
- Umweltschule in Europa/Internationale Nachhaltigkeitsschule[12]
- Referenzschule der TUM School of Education[13]
- Angestrebt: Schule ohne Rassismus[14]

## Bekannte Ehemalige
- Michael Kumpfmüller (* 1961), Schriftsteller
- Stephen K. Hashmi (* 1963), Chemiker
- Monika Peetz (* 1963), Schriftstellerin und Drehbuchautorin
- Michael Wagner (* 1965), Mikrobiologe
- Sandra Maischberger (* 1966), Journalistin
- Gitti Hobmeier (* 1976), Schauspielerin
- Ruth Moschner (* 1976), Fernsehmoderatorin
- Filip Albrecht (* 1977), deutsch-tschechischer Textdichter, Musikproduzent und Medienmanager
- Jan Zehrfeld (* 1977), Gitarrist, Jazzmusiker und Komponist
- Ali Sunyaev (* 1981), Informatiker
- Alexander Novakovic (* 1984), dt. Frauen Bundestrainer Beachhandball
- Sebastian Dollinger (* 1984), ehemaliger Beachvolleyballspieler
- Kirsten Walter (* 1996), Handball- und Beachhandballspielerin